# Rabbit Don’t Come Easy
Rabbit Don’t Come Easy – jedenasty album zespołu Helloween.

## Lista utworów
1. "Just a Little Sign" (Deris)
2. "Open Your Life" (Gerstner/Deris)
3. "The Tune" (Weikath)
4. "Never Be a Star" (Deris)
5. "Liar" (Deris/Grosskopf/Gerstner)
6. "Sun For The World" (Deris/Gerstner)
7. "Don't Stop Being Crazy" (Deris)
8. "Do You Feel Good" (Weikath)
9. "Hell Was Made in Heaven" (Deris/Grosskopf)
10. "Back Against The Wall" (Deris/Weikath)
11. "Listen To The Flies" (Deris/Gerstner)
12. "Nothing To Say" (Weikath)
13. "Far Away" (dostępny na wersji digipack)
14. "Fast As A Shark" [cover Accept] (bonus na japońskiej wersji albumu)